# Florange
Florange település Franciaországban, Moselle megyében. Lakosainak száma 11 891 fő (2022. január 1.). Florange Terville, Fameck, Hayange, Illange, Serémange-Erzange, Thionville és Uckange községekkel határos.

## Népesség
A település népességének változása:
| Lakosok száma | 12 543 | 11 766 | 11 304 | 10 912 | 11 689 | 11 924 | 11 951 | 11 972 | 11 939 | 11 891 |
|               | 1968   | 1982   | 1990   | 2006   | 2013   | 2015   | 2017   | 2019   | 2020   | 2022   |